# 率智
許率智（： Heo Sol Ji，1989年1月10日—），韓國女歌手，2006年以韓國女子二重唱組合2NB成員身分出道，2012年加入韓國女子團體EXID再次出道，隊内擔任第二任隊長及第一主唱。2013年與哈妮組成EXID子團DASONI。現為龙仁艺术科学大学實用音樂声乐科专职教授。
曾於2018年選秀節目Under Nineteen及2023年選秀節目BOYS PLANET中擔任導師。

## 演藝經歷

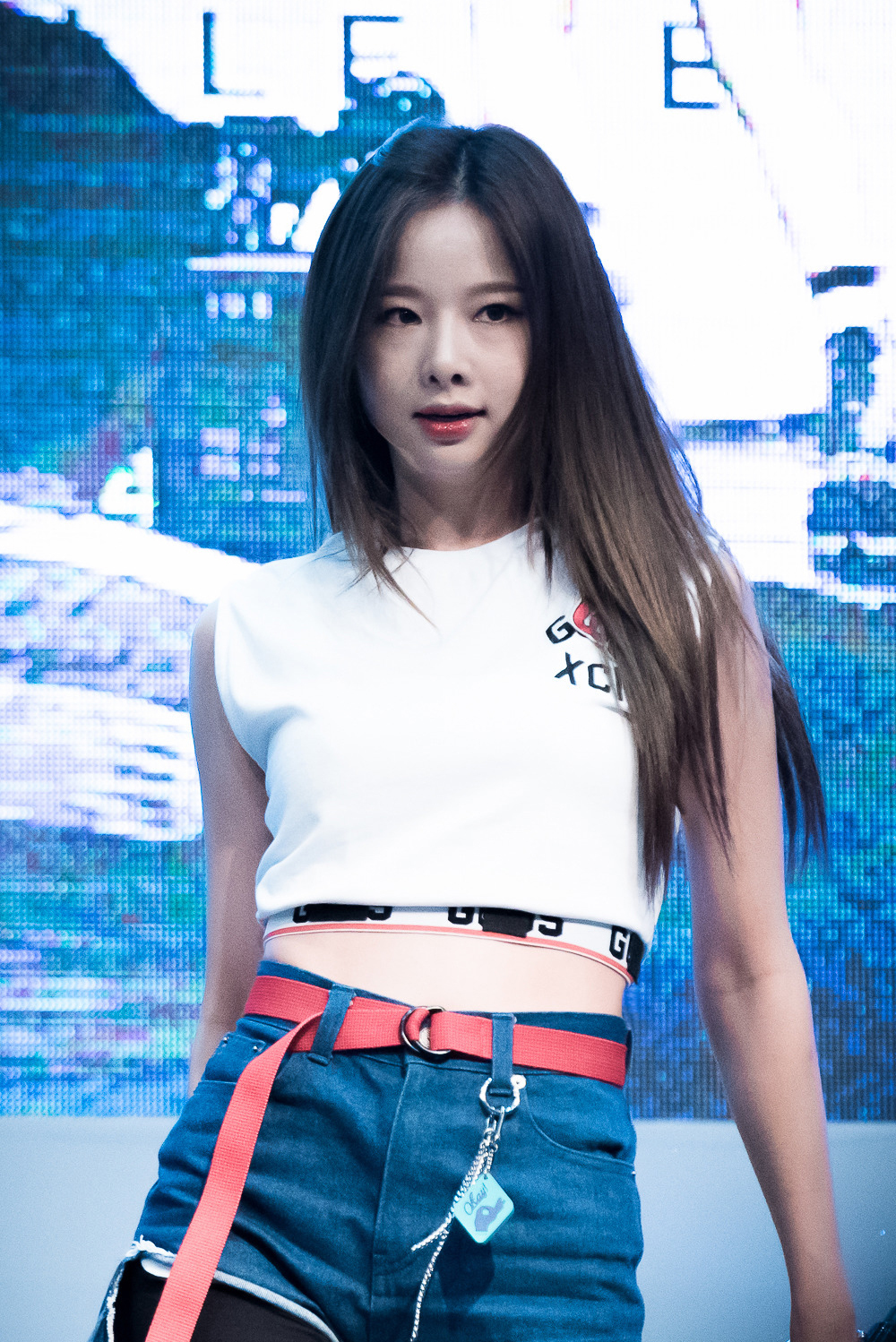
攝於2016年7月14日，率智在KBS Cool FM舞台上表演。

率智於2006年至2011年間，以女子二重唱組合2NB成員身分活動，後因合約到期而離開2NB，曾擔任六人時期EXID部分成員聲樂老師，於2012年8月正式加入EXID。
2013年與同組合成員哈妮組成子團體DASONI，於2月15日推出首張單曲《Good Bye》。2014年，組合EXID轉至Yedang娛樂（現更名為Banana Culture）旗下，以《Up & Down》數位單曲回歸歌壇，但並未得到耀眼的成績，直至2014年10月9日一名YouTube用戶（@pharkil （页面存档备份，存于））在頻道上上傳一段成員哈妮公演《Up & Down》時的表演影片，所屬組合因此得到了前所未有的關注。
2015年至2016年，率智曾於多個春節特輯音樂節目獲得第一（即蒙面歌王、二重唱歌謠祭），演出的試播節目因受到好評，皆在之後被收編成為正規節目，而逐漸廣為人知。2016年9月13日，所屬中國的經紀公司香蕉計劃宣布將由率智親自擔任旗下練習生TRAINEE18的聲樂導師。
2016年12月20日，所屬經紀公司香蕉文化於官方網站公告率智因先前發現有頸部腫大等症狀，隨即進行精密檢查後，確診為「甲狀腺功能亢進症」，經紀公司考慮到今後的演藝活動，在與率智充分溝通後決定，將以健康恢復為重，因此決定目前以休息接受治療直到康復為主，在即將進行的年末活動及頒獎典禮等行程，則由所屬組合EXID其餘四名成員LE、哈妮、慧潾、正花4人進行，LE 成為替任隊長。
2017年8月12日，率智在所屬團體EXID於首爾延世大學白楊Hall舉行《EXID ASIA TOUR IN SEOUL 2017》見面會時現身，但尚未有歸隊計劃。在休養期間，率智以電台DJ身份活動，並進行個人單曲和EXID新唱片錄音，但沒有歸隊做現場宣傳。
2018年7月4日，在《率智的聲音2》親自透露病情終於穩定，將會在下次團隊回歸時參與活動，也會為團隊的日本出道作準備。7月22日至10月23日，率智在《蒙面歌王》首次在綜藝節目回歸，成為第82－86代「蒙面歌后」。因為該節目改為連勝賽制，她在第六次衛冕「蒙面歌后」失敗後，才摘下面具，正式露面，她是唯一一位分別兩次不同時期挑戰成功的蒙面歌王。
2023年，在選秀節目BOYS PLANET擔任歌唱導師。

## 音樂
僅列出率智個人參與或有特別個人表演之作品；所屬團體之共同作品，請參閱 2NB、DASONI、EXID音樂作品列表。

### 單曲
| 年份   | 日期    | 單曲名稱                                         | 曲目 |
| 2008年 | 1月15日 | Challenge                                        | 1. 사랑했던 날 2. 미워서（Feat.수호）因為恨（Feat. SuHo） 3. 미소 4. 말아요                                                                          |
| 2008年 | 3月17日 | 사랑했던 날 （愛的日子）                         | 1. 사랑했던 날 愛的日子 2. 사랑했던 날（String Ver.）                                                                                                |
| 2008年 | 5月22日 | 翻唱單曲： 종로에서 （在鐘路）                   | 1. 종로에서（Feat.PK헤만）在鐘路（Feat. PKHeman） 2. 내게 남은 사랑을 드릴께요 3. 조금만 사랑했다면 4. 종로에서（Inst.） 5. 종로에서（Chinese Ver.） |
| 2008年 | 7月22日 | 翻唱單曲： 처음 그 느낌처럼 （像初次的那種感覺） | 1. 처음 그 느낌처럼 像初次的那種感覺 2. 종로에서（Feat.PK헤만） 3. 내게 남은 사랑을 드릴께요 4. 조금만 사랑했다면 5. 처음 그 느낌처럼（Remix）       |
| 2020年 | 7月9日  | Rains again (오늘따라 비가 와서 그런가 봐)       | 1. 오늘따라 비가 와서 그런가 봐 2. 오늘따라 비가 와서 그런가 봐 (Inst.)                                                                              |

### OST
| 年份   | 發佈日期                      | 劇稱                    | 單曲名稱                                     | 備註       |
| 2008年 | 7月16日                       | 《大韓民國律師》        | Love Shake                                   |            |
| 2010年 | 2月25日 Part.2 4月15日 Part.3 | 《妻子回來了》          | 내 곁에 없는 그대 (我不在你身邊)             |            |
| 2015年 | 5月23日                       | 《製作人》              | 러브스웟 (Love Sweet)                        |            |
| 2016年 | 11月14日                      | 《住在我家的男人》      | 너랑 나랑 (你和我)                           |            |
| 2017年 | 10月20日                      | 《魔女的法庭》          | 바람에 기대 (在風中等待)                     |            |
| 2017年 | 12月30日                      | 《金錢之花》            | Flame                                        | 與Hani合唱 |
| 2018年 | 12月26日                      | 《無敵破壞王2》         | Slaughter Race                               |            |
| 2019年 | 6月3日                        | 《香水》                | 손 닿을 만큼 (觸手可及)                      |            |
| 2020年 | 3月18日                       | 《Forest (韓國電視劇)》 | 이 거리를 걸어서 (漫步在路上)                |            |
| 2020年 | 4月1日                        | 《那個男人的記憶法》    | 하루 (一天)                                  |            |
| 2020年 | 10月5日                       | 《重回18歲》            | 한사람 (一個人)                              |            |
| 2020年 | 11月16日                      | 《愛我的間諜》          | 네가 남긴 흔적 (你留下的痕跡)                |            |
| 2021年 | 1月15日                       | 網漫《芭妮與哥哥們》    | 기억해줘요 이런 내 마음을 (請記住我這樣的心) |            |
| 2021年 | 3月26日                       | 《正在書寫你的命運》    | 운명이라면 (如果是命運)                      |            |
| 2021年 | 6月10日                       | 《不瘋不狂不愛你》      | 이런 위로 (這樣的安慰)                       |            |

### 合作單曲
| 年份   | 日期           | 專輯名稱                                                  | 合作歌手                          | 單曲名稱                                  |
| 2009年 | 1月6日 3月26日 | 單曲： 로뎀나무 檜樹 Vol. 2-1 合輯： 로뎀나무 檜樹 Vol. 2 | 신건                              | 포기하고 싶을 때 （如果你想放棄）         |
| 2011年 | 12月29日       | 合輯： New Story Part 3                                   | 허인창                            | Last Tango                                |
| 2015年 | 5月28日        | 單曲： 잘해주지 말걸 그랬어 （早知道不要對你好）          | 웰던 포테이토 （Welldone Potato） | 잘해주지 말걸 그랬어 （早知道不要對你好） |
| 2015年 | 9月21日        | 單曲： 새시대 통일의 노래 （新時代的統一歌）              | 韓國群星                          | One Dream One Korea                       |
| 2015年 | 12月10日       | 單曲： 돈 워리 뮤직 （Don't Worry Music）Vol.1            | 劉在煥 & 鄭亨敦（Soul-Lip）       | 오늘은 （今天）                           |

### 輔助單曲
| 年份   | 日期     | 專輯名稱                          | 合作歌手            | 單曲名稱                                        |
| 2009年 | 7月9日   | 單曲：하루를...（一天...）        | 수호（Suho）        | 아침 점심 저녁（早上 中午 晚上）                |
| 2009年 | 9月9日   | 單曲：Blue Diary                  | 아인（A-in）        | First Love（Feat. 솔지 & Back Attack）          |
| 2009年 | 12月15日 | 單曲：잘가요 내사랑（再見我的愛） | 혜성（彗星）        | 잘가요 내사랑（再見我的愛）                     |
| 2011年 | 6月27日  | 迷你專輯：PK Begins               | PK 헤만（PK Heman） | Be With You                                     |
| 2012年 | 6月20日  | 專輯：SeLah                       | PK 헤만（PK Heman） | Unromantic（With. 허솔지 Narr. 김현주(金賢珠)） |
| 2015年 | 8月6日   | 迷你專輯：甲中甲                  | 배치기（BAECHIGI）  | 닥쳐줘요（閉嘴吧）                              |
| 2017年 | 9月1日   | 專輯：Pop                         | (프라이머리)Primary | 다이어트 Diet (Feat. 솔지) （Diet）             |

## 作品
僅列出率智個人參與或有特別個人表演之作品；所屬團體之共同作品，請參閱 2NB、DASONI、EXID、EXID媒體作品列表。

### 合作品牌
| 年份   | 品牌名稱               | 備註 |
| 2016年 | 服飾品牌「Cherrykoko」 |      |

### 雜誌
- 2015年4月 International BNT
- 2019年6月 GQ Korea

### 主持
| 年份   | 日期     | 名稱             | 備註     |
| 2016年 | 11月30日 | MBN Hero Concert | 與朴修弘 |

### 音樂現場

#### 歌曲宣傳
| 年份                    | 日期     | 頻道 | 節目名稱                  | 備註                       |
| 미워서（因為恨）        |          |      |                           |                            |
| 2007年                  | 12月29日 | KM   | Super Concert Winter Live | Solo 出道舞台              |
| 2008年                  | 1月26日  | YTN  | Live Power Music          |                            |
| 2008年                  | 2月14日  | ETN  | Wooden Bike Music Trip    |                            |
| 2008年                  | 2月17日  | SBS  | 人氣歌謠                  |                            |
| 2008年                  | 2月17日  | SBS  | 音樂空間                  | 表演唐娜·桑默〈Hot Stuff〉 |
| 2008年                  | 2月23日  | MBC  | Music Core                |                            |
| 2008年                  | 3月7日   | KBS2 | 尹度玹的情書              | 表演唐娜·桑默〈Hot Stuff〉 |
| 2008年                  | 3月8日   | YTN  | Live Power Music          |                            |
| 2008年                  | 4月9日   | OBS  | Watch Show Watch Movie    |                            |
| 사랑했던 날（愛的日子） |          |      |                           |                            |
| 2008年                  | 3月30日  | SBS  | 人氣歌謠                  |                            |

#### 特別舞台
| 年份   | 日期     | 頻道 | 節目名稱       | 歌曲                                                  | 備註         |
| 2018年 | 12月22日 | MBC  | Show! 音樂中心 | Judy Garland - Have Yourself a Merry Little Christmas | 耶誕特別舞台 |

#### 合作舞台
| 年份   | 日期     | 頻道 | 節目名稱                  | 合作歌手                                       | 歌曲                                                        | 備註                         |
| 2015年 | 8月9日   | SBS  | 人氣歌謠                  | BAECHIGI（배치기）                             | 닥쳐줘요 閉嘴吧                                             |                              |
| 2015年 | 8月14日  | KBS  | 音樂銀行                  | BAECHIGI（배치기）                             | 닥쳐줘요 閉嘴吧                                             |                              |
| 2015年 | 8月15日  | MBC  | Show! 音樂中心            | BAECHIGI（배치기）                             | 南仁樹 - 이별의 부산정거장 離別的釜山停車場                 | 光復70週年特輯               |
| 2015年 | 8月15日  | MBC  | Show! 音樂中心            | BAECHIGI（배치기）                             | 닥쳐줘요 閉嘴吧                                             |                              |
| 2015年 | 12月30日 | KBS  | 歌謠大祝祭                | 草娥（AOA） 頌樂（MAMAMOO）                    | 장혜리（張惠麗） - 내게 남은 사랑을 드릴께요 剩下的爱都给你 |                              |
| 2016年 | 2月13日  | MBC  | Show! 音樂中心            | 素人 Doo JinSu（두진수）                       | 李承哲 - 서쪽하늘 西邊天空                                  |                              |
| 2016年 | 7月30日  | MBC  | Korean Music Wave in 福岡 | 頌樂（MAMAMOO） Jun. K（2PM） 聖圭（INFINITE） | You Raise Me Up                                             |                              |
| 2016年 | 8月14日  | SBS  | 人氣歌謠                  | 草娥（AOA） Ailee 柳星恩 孫勝妍                | Sia － Chandelier                                           | 特別舞台 團隊名稱: APHRODITE |

### 電台
| 年份   | 日期     | 頻道 | 節目名稱                   | 演唱歌曲                                                                 | 備註                                                      |
| 2012年 | 9月20日  | KBS  | 金範洙的歌謠廣場           | 金範洙 - 끝사랑 Last Love                                                |                                                           |
| 2013年 | 5月15日  | KBS  | 金範洙的歌謠廣場           |                                                                          |                                                           |
| 2013年 | 9月18日  | KBS  | 金範洙的歌謠廣場           | 洪真英 - 부기맨 Boogie Man                                               |                                                           |
| 2013年 | 10月23日 | KBS  | 金範洙的歌謠廣場           |                                                                          |                                                           |
| 2014年 | 10月27日 | KBS  | 李素拉的歌謠廣場           | Davichi - 8282                                                           |                                                           |
| 2014年 | 11月3日  | KBS  | 李素拉的歌謠廣場           | 朴志胤 - 난 사랑에 빠졌죠 我已經陷入愛裡                                 |                                                           |
| 2014年 | 11月17日 | KBS  | 李素拉的歌謠廣場           | 李承桓 - 어떻게 사랑이 그래요 如何去愛                                   |                                                           |
| 2014年 | 11月24日 | KBS  | 李素拉的歌謠廣場           | 白智榮 - 잊지 말아요 別忘記我                                            |                                                           |
| 2014年 | 12月1日  | KBS  | 李素拉的歌謠廣場           | 成始璄 - 넌 감동이었어 你曾讓我感動                                      |                                                           |
| 2014年 | 12月22日 | KBS  | 李素拉的歌謠廣場           | 朴正炫 - 미아 迷兒                                                       |                                                           |
| 2015年 | 2月21日  | KBS  | 張東民Lady Jane的兩點      | 金藝琳 - 행복한 나를 幸福的我                                            |                                                           |
| 2015年 | 4月29日  | SBS  | 美麗的早晨                 | 林正姬 - 눈물이 안났어 我已沒有眼淚 成始璄 - 너의 모든 순간 你的所有瞬間 |                                                           |
| 2015年 | 5月17日  | KBS  | Cool FM K-pop Planet       | 成始璄 - 너의 모든 순간 你的所有瞬間                                     | - 代班DJ - 與正花 - 케이팝 플래닛 10회 : EXID "솔지" 직캠 |
| 2015年 | 8月25日  | MBC  | FM Date                    |                                                                          | 代班DJ                                                    |
| 2015年 | 8月26日  | MBC  | FM Date                    |                                                                          | 代班DJ, 來賓: Rare Potato                                 |
| 2015年 | 12月11日 | KBS  | 朴明洙的Radio Show         |                                                                          | 與劉在煥                                                  |
| 2016年 | 3月29日  | KBS  | Cool FM 朴志胤的Pop Center |                                                                          |                                                           |
| 2016年 | 4月21日  | MBC  | FM4U 朴京林兩點的約會      |                                                                          | 與姜均成（Noel）                                          |

### 綜藝節目

#### 2014年
| 日期     | 頻道 | 節目        | 演唱歌曲                                            | 備註         |
| 11月11日 | MBC  | Idol School | Jason Mraz & Colbie Caillat（與Royal Pirates）Lucky | EXID全體參加 |

#### 2015年
| 日期        | 頻道       | 節目                          | 演唱歌曲 | 備註 |
| 1月13日     | KBS2       | 1 vs. 100                     | | 與正花一同參加 |
| 1月18日     | XTM        | Top Gear Korea                | | 與哈妮、正花一同參加 |
| 1月20日     | JTBC       | 百人百曲 直到最後             | - Big Mama － 체념 死心（過關） | - 與哈妮一同參加 - 優勝 |
| 1月24日     | SBS        | Star King                     | | 與正花一同參加 |
| 1月27日     | JTBC       | 百人百曲 直到最後             | - 朴志胤 － 성인식 成人禮（哈妮, 過關） - Carnival － 그땐 그랬지 當時是那樣（失敗） - 輝星 － 안 되나요 不可以嗎（復活賽, 過關） - 任昌丁 － 소주 한 잔 一杯燒酒（過關） - 復活 － Never Ending Story（過關, 優勝） | - 與哈妮一同參加 - 優勝 |
| 2月18日     | MBC        | 神秘音樂秀：蒙面歌王 春節特輯 | - Ailee － 손대지마 別碰我（與申寶羅-自體發光14K） - 申勇在（4Men） － 가수가 된 이유 成為歌手的理由 - GUMMY － 친구라도 될 걸 그랬어 我們最好還是好朋友                                                             | 優勝 |
| 3月28日     | MBC        | 改變世界的Quiz                | | 與正花一同參加 |
| 3月28日     | SBS        | Star King                     | | 與正花一同參加 |
| 4月5日      | MBC        | 神秘音樂秀：蒙面歌王          | - 金亞中 － Maria | 特別演出 |
| 4月30日     | JTBC       | 舌戰                          | | 與哈妮一同參加 |
| 5月2日      | SBS        | Star King                     | | 與哈妮一同參加 |
| 5月9日      | SBS        | Star King                     | | 與哈妮一同參加 |
| 7月4日      | MBC        | My Little Television          | - 金亞中 － Maria - 任昌丁 － 소주 한 잔 一杯燒酒 - IU － 좋은 날 好日子 - Big Mama － 체념 死心 | |
| 7月11日     | MBC        | My Little Television          | - 徐仁國&鄭恩地 － All For You（with. 土撥鼠PD） | - Solji had pump confrontation with PD - Solji raised guinea pigs PD hand over his stomach - 第三名                                        |
| 7月18日     | MBC        | My Little Television          | - 玄淑 － 요즘여자 요즘남자 今日女人今日男人 - 西周敬 － 당돌한 여자 唐突的女人 | Solji had scolded to guinea pigs PD |
| 7月25日     | MBC        | My Little Television          | | - 來賓張善美（合氣道教練）、徐恩光（BTOB） - 第三名                                                                                        |
| 7月25日     | KBS        | 我們來應援!青春吧!            | | 與慧潾一同參加 |
| 8月28日     | 安徽衛視   | 星動亞洲                      | | - 擔任評審 - (星動亞洲·第二季)第8期20150828：趙品霖情緒失控欲退賽率智與學員現場飚舞                                                        |
| 9月19日     | KBS2       | 不朽的名曲：傳說在歌唱        | - 嚴正化 － 포이즌 毒藥 | 與LE、慧潾一同參加 |
| 9月23日     | tvN        | 週三美食匯                    | | |
| 10月17日    | MBC        | My Little Television          | | Sol Ji, Wear wedding dress |
| 10月24日    | MBC        | My Little Television          | | - 來賓 EXID 慧潾 - Solji,lessons for married life wedding photos - 第三名                                                                  |
| 11月19日    | K STAR     | Don't Worry Music             | | - 도니&화니의 뮤즈 솔지 강림! - 도니 아재는 모르는 젊은이들의 연애 - 도니 형은 사랑입니다~ - 신인 혼성 그룹 Soul-Lip탄생! - V app 同步播出 |
| 11月21日    | tvN        | SNL Korea                     | | - SNL KOREA 6 임원희! 도플갱어 솔지 드디어 만나다! (솔지언니 솔희) cr. SNL코리아 - 本集為林元熙特輯                                        |
| 12月4日     | JTBC       | 魔女狩獵                      | | 20151204 마녀사냥 121회 |
| 12月5日     | JTBC       | 隱藏歌手                      | - 高耀太 － 미련 迷戀 | 與LE、哈妮一同參加 |
| 12月8日     | KBS2       | 1對100                        | | |
| 12月10日    | K STAR     | Don't Worry Music             | | - 솔지, 도니&화니 노래듣고 폭풍눈물 흘린 사연은? - 음원킬러 박명수도 탐낸 소울립 신곡의 정체는? - V app 同步播出                           |
| 12月17日    | K STAR     | Don't Worry Music             | | - 솔지, 생방송중 유재환에 사랑고백? - 재간둥이 솔지, 현숙부터 이수영까지 완벽모창! - V app 同步播出                                        |
| 12月28-29日 | MBC every1 | 藝能精算2015                  | - 蘇燦輝 － Tears（與姜均成） | |
| 12月29日    | MBC        | 演藝大賞                      | - 金亞中 － Maria | - 特別演出 - 頒獎人 2015 MBC 방송연예대상 - Infinite Challenge team, '공로상' 수상! 20151229                                               |

#### 2016年
| 日期     | 頻道       | 節目                         | 演唱歌曲                                                              | 備註 |
| 1月17日  | KBS2       | 超人回來了                   |                                                                       | 與慧潾、正花（客串）一同參加 |
| 1月18日  | SBS        | Healing Camp                 | - 輝星 － 안 되나요 不可以嗎（與輝星） - 狂戀樂團 － 버터 플라이 蝴蝶 | 솔지, “오랜 휘성팬…설렌다” 고백 |
| 2月5日   | KBS        | 演藝家中介                   |                                                                       | 與哈妮一同參加 |
| 2月8日   | KBS        | 全國偶像親戚歌唱大賽         | - DJ DOC － RUN TO YOU                                                | - 與率智哥哥（허주승）及友人（강길준） - 優勝 |
| 2月8日   | MBC        | 二重唱歌謠祭                 | - 李承哲 － 서쪽하늘 西邊天空                                         | - 與素人 Doo JinSu（두진수） - 優勝 |
| 2月8日   | SBS        | 吃貨明星總出動               |                                                                       | - 與慧潾一同參加 - MVP - E.X.I.D 솔지, 특급 레시피 공개 “김치찌개에는 토마토주스죠~ ” @먹스타 총출동 20160208 - 솔지, MVP 후보다운 꿋꿋한 족발 먹방! @먹스타 총출동 20160208 |
| 2月10日  | KBS        | 本分奧林匹亞                 |                                                                       | 與哈妮一同參加 |
| 2月19日  | MBC        | 能力者們                     |                                                                       | |
| 4月3日   | MBC        | 神秘音樂秀：蒙面歌王         |                                                                       | - 一週年特輯 - 擔任評審 |
| 4月6日   | MBC        | 一周偶像                     |                                                                       | - 新任MC親咕特輯 |
| 4月8日   | MBC        | 二重唱歌謠祭                 | - Davichi － 8282                                                     | - 與素人 Doo JinSu（두진수） - 優勝 |
| 4月10日  | MBC        | 神秘音樂秀：蒙面歌王         |                                                                       | - 一週年特輯 - 擔任評審 |
| 4月15日  | MBC        | 二重唱歌謠祭                 | - M.C The Max － 잠시만 안녕 暫時告別                                 | - 與素人 Doo JinSu（두진수） - 日文原曲為 X Japan － Tears - 觀眾票選想再聽到的組合                                                                                          |
| 4月22日  | MBC        | 二重唱歌謠祭                 | - Brown Eyes － 가지마 가지마 不要走 不要走                           | 與素人 Doo JinSu（두진수） |
| 4月22日  | 安徽衛視   | 星動亞洲                     |                                                                       | - 與哈妮一同參加擔任評審 - (星動亞洲·第二季)第8期20160422: EXID助陣遇危機 |
| 4月23日  | KBS2       | Battle Trip                  |                                                                       | - 與哈妮一同參加 - 優勝 |
| 4月30日  | KBS2       | Battle Trip                  |                                                                       | - 與哈妮一同參加 - 優勝 |
| 5月6日   | JTBC       | 嘻哈民族 Hip－Hop Nation     | - 작은별 － 나의 작은 꿈 我小小的夢想                                 | |
| 5月7日   | SBS        | 白鐘元的三大天王             |                                                                       | - 哈妮是MC - 솔지, 검은 닭강정 먹고 충격 @백종원의 3대천왕 36회 20160507 |
| 5月12日  | JTBC       | 舊屋變新屋                   |                                                                       | - 與慧潾一同參加 - 20160512 舊屋變新屋 第22集 |
| 5月24日  | JTBC       | Sugar Man                    | - 朴慧京 － 내게 다시 再次對我 - Big Mama － 체념 死心                | 與哈妮一同參加 |
| 6月6日   | SBS        | 同床異夢，沒關係沒關係       |                                                                       | |
| 6月13日  | SBS        | 同床異夢，沒關係沒關係       |                                                                       | |
| 6月21日  | JTBC       | Sugar Man                    |                                                                       | - Sugar曲的介紹人 - 2NB曾經翻唱過Sugar曲 |
| 7月1日   | KBS2       | 歡迎SHOW                     |                                                                       | - 6月22日Vapp現場LIVE播出 - 어서옵SHOW - 몸치 극복! 솔지의 프리 댄스.20160708 - 어서옵SHOW - 노홍철, 솔지와 ‘트러블 메이커’ 춤추며 사심 폭발.20160708                        |
| 7月8日   | KBS2       | 歡迎SHOW                     | - 高耀太 － 순정 純情（與金鐘國&金鍾旼）                              | - 6月22日Vapp現場LIVE播出 - 어서옵SHOW - 몸치 극복! 솔지의 프리 댄스.20160708 - 어서옵SHOW - 노홍철, 솔지와 ‘트러블 메이커’ 춤추며 사심 폭발.20160708                        |
| 7月9日   | KBS2       | 不朽的名曲：傳說在歌唱       | - Zi-A － 사랑은 창밖에 빗물 같아요 愛情像窗外的雨水                  | |
| 7月16日  | KBS2       | 不朽的名曲：傳說在歌唱       | - Zi-A － 사랑은 창밖에 빗물 같아요 愛情像窗外的雨水                  | |
| 7月19日  | tvN        | 現場脫口秀TAXI               |                                                                       | 7月5日FACEBOOK現場LIVE播出 |
| 7月22日  | MBC        | 二重唱歌謠祭（王中王戰一部） | - DEUX － 여름 안에서 在夏天裡                                        | 與素人 Doo JinSu（두진수） |
| 7月28日  | MBC        | 能力者們                     |                                                                       | |
| 7月29日  | MBC        | 二重唱歌謠祭（王中王戰二部） | - Noel － 그리워 그리워 想念你                                        | 與素人 Doo JinSu（두진수） |
| 8月11日  | KBS2       | Happy Together               |                                                                       | |
| 8月20日  | KBS2       | 不朽的名曲：傳說在歌唱       | - SG Wannabe － 살다가 活著                                           | |
| 9月8日   | MBC        | 能力者們                     |                                                                       | |
| 9月14日  | MBC        | 偶像料理王（中秋特輯）       |                                                                       | 與慧潾一同參賽 |
| 9月27日  | KBS        | 我們小區藝體能               |                                                                       | 與慧潾、正花一同參加 |
| 10月24日 | SBS        | 花樣旅行                     |                                                                       | [ 23 ] |
| 10月31日 | SBS        | 花樣旅行                     |                                                                       | [ 23 ] |
| 12月5日  | Mobidic TV | 去喝第三攤                   |                                                                       | |
| 12月8日  | JTBC       | 我要開動了                   |                                                                       | |
| 12月8日  | Mobidic TV | 去喝第三攤                   |                                                                       | |
| 12月12日 | Mobidic TV | 去喝第三攤                   |                                                                       | |
| 12月15日 | JTBC       | 我要開動了                   |                                                                       | |
| 12月15日 | Mobidic TV | 去喝第三攤                   |                                                                       | |
| 12月19日 | Mobidic TV | 去喝第三攤                   |                                                                       | |
| 12月22日 | Mobidic TV | 去喝第三攤                   |                                                                       | |

#### 2018年
| 日期              | 頻道 | 節目                 | 演唱歌曲                                        | 備註                                                                                      |
| 7月22日           | MBC  | 神秘音樂秀：蒙面歌王 | 韓英愛 - 누구 없소 有人嗎                       | 面具名稱: 被我盯上了會很痛 東莫村少女 第一回合 對 朴京林 65:34                            |
| 7月29日           | MBC  | 神秘音樂秀：蒙面歌王 | 4Men feat.美 - 못해 不能 朴正炫 - 몽중인 夢中人 | 第二回合 對 勝利(BIGBANG) 78:21 第三回合 對 陸重烷(玫瑰旅館) 80:19 歌王戰 對 韓東根 53:46 |
| 8月5日 8月12日    | MBC  | 神秘音樂秀：蒙面歌王 | 仁順伊 - 아버지 父親                            | 防禦戰 對 先藝(原Wonder Girls) 73:26                                                      |
| 9月2日 9月9日     | MBC  | 神秘音樂秀：蒙面歌王 | 李正峰 - 어떤가요 怎麼樣                        | 防禦戰 對 朴奇英 80:19                                                                    |
| 9月16日 9月23日   | MBC  | 神秘音樂秀：蒙面歌王 | Ailee - 보여줄게 I Will Show You                | 防禦戰 對 LYn 69:30                                                                       |
| 9月30日 10月7日   | MBC  | 神秘音樂秀：蒙面歌王 | 李素羅 - 제발 拜託                              | 防禦戰 對 文溟璡 57:42                                                                    |
| 10月14日 10月21日 | MBC  | 神秘音樂秀：蒙面歌王 | 鄭俊日 - 고백 告白                              | 防禦戰 對 Muzie 47:52                                                                     |

#### 2019年
| 日期    | 頻道 | 節目              | 備註      |
| 3月3日  | tvN  | 喜劇大聯盟        | 與LE,慧潾 |
| 4月14日 | MBC  | 蒙面歌王          | 為評審團  |
| 4月14日 | tvN  | Show!Audio jockey |           |
| 4月17日 | MBC  | 大韓外國人        |           |
| 4月21日 | MBC  | 蒙面歌王          | 為評審團  |
| 4月21日 | SBS  | running man       | 與Hani    |
| 4月14日 | tvN  | Show!Audio jockey |           |
| 4月25日 | tvN  | 不知不覺變大人    |           |
| 5月12日 | MBC  | 傻瓜們的戀愛      |           |
| 5月19日 | MBC  | 傻瓜們的戀愛      |           |

#### 2020年
| 日期    | 頻道      | 節目                 | 備註                                  |
| 7月30日 | TV CHOSUN | Romantic Call Centre | 第18-19集，女神戰隊6/第32集，朋友特輯 |
| 8月6日  | TV CHOSUN | Romantic Call Centre | 第18-19集，女神戰隊6/第32集，朋友特輯 |

### 固定節目
| 日期                        | 電視台 | 節目名稱       | 集數 |
| 2018年11月3日－2019年2月9日 | MBC    | Under Nineteen | 14集 |

2023年2月1日-2023年4月20日mnet BOYS PLANET12集

## 演唱會及其他演出

### 演唱會
| 年份   | 日期           | 演唱會名稱                     | 舉辦地點           |
| 2016年 | 11月19日       | MBC《蒙面歌王演唱會》          | 韓國清洲市清州大學 |
| 2019年 | 5月26日,6月1日 | 《2019成始璄的祝歌》演唱會嘉賓 | 首爾延世大學,全州  |

## 外部連結
- 率智的Instagram帳戶